# Rinorea deflexiflora
Rinorea deflexiflora là một loài thực vật có hoa trong họ Hoa tím. Loài này được Bartlett miêu tả khoa học đầu tiên năm 1907.